# 35 millones de españoles
35 millones de españoles fue un programa de televisión, emitido por La 1 de Televisión española en la temporada 1974-1975. Se emitía los miércoles a las 20,45 horas.

## Formato
Subtitulado Mirando la peseta, fue un programa que pretendía contribuir a la defensa de los consumidores, denunciando, con un cierto tono desenfadado, los abusos en la cesta de la compra, como la subida del precio de la luz, el coste de los alimentos o los abusos en el mercado de carburantes. Según sus títulos de crédito, se trataba de «informar, orientar y defender al consumidor».
Considerado por el Grupo Joly uno de los cien mejores programas de la historia de la televisión en España.

## Premios
- Premio Ondas 1975. Nacionales de Televisión.[6]
- TP de Oro 1974. Mejor programa nacional.